# Thomas Almeida
Thomas Guimaraes Almeida (San Paolo, 31 luglio 1991) è un lottatore di arti marziali miste brasiliano attualmente sotto contratto con la Ultimate Fighting Championship, nella quale combatte nella divisione dei pesi gallo. Un lottatore professionista dal 2011, Almeida ha combattuto nelle federazione Legacy FC dove divenne il campione dei pesi gallo. Fino al 29 maggio 2016 deteneva il record per la più lunga striscia di vittorie attiva nelle MMA, con un totale di 20 incontri.

## Carriera nelle arti marziali miste

### Primi anni
Almeida debutto professionalmente nella arti marziali miste nel maggio del 2011. Inizialmente disputò incontri all'interno del suo paese ottenendo un record di 8 vittorie tutte per KO, prima di debuttare nella promozione Legacy FC.

### Legacy Fighting Championship
In seguito debuttò in Legacy FC a novembre del 2012, dove dovette affrontare Cody Williams. Almeida vinse l'incontro per KO al primo round. A dicembre del 2013 sconfisse George Pacurariu per KO tecnico sempre nella prima ripresa.
Almeida avrebbe dovuto affrontare Aaron Philips a giugno del 2014, in un match valido per il titolo vacante dei pesi gallo. Tuttavia, Philips venne rimosso dalla card e sostituito da Caio Machado. Almeida vinse l'incontro per KO tecnico, vincendo così il titolo della federazione.

### Ultimate Fighting Championship
A giugno dello stesso anno, annunciò di aver firmato un contratto con la prestigiosa Ultimate Fighting Championship.
Al suo debutto, avvenuto l'8 di novembre, sconfisse per decisione unanime Tim Gorman, determinando così la prima volta in cui Almeida non riuscì a terminare l'avversario entro i 3 round previsti. Con questa vittoria ottenne il premio Fight of the Night.
Ad aprile del 2015 affrontò Yves Jabouin all'evento UFC 186. Vinse ancora per KO tecnico al primo round e ottenne il riconoscimento Performance of the Night.
A luglio si scontrò con l'inglese Brad Pickett all'evento UFC 189. Ottenne la vittoria per KO nel secondo round, mettendo a segno una devastante ginocchiata in salto. Ancora una volta ottiene il premio Performance of the Night.
A novembre affrontò e vinse contro Anthony Birchak per KO al primo round. Almeida ottenne per la terza volta consecutiva il premio Performance of the Night.
Il 29 maggio del 2016 affrontò nel main event Cody Garbrandt. Dopo quasi 3 minuti dall'inizio dell'incontro, Almeida venne colpito in pieno volto da un diretto sinistro e un gancio destro, perdendo così per KO. Questa fu la sua prima sconfitta in carriera.
A novembre dovette affrontare Albert Morales all'evento UFC Fight Night: Bader vs. Nogueira 2. Alla seconda ripresa, Almeida dimostrò la sua netta superiorità nello striking mandando a segno un'incredibile combinazione di colpi al corpo e alla testa, ottenendo la vittoria per KO tecnico. Inoltre venne premiato con il riconoscimento Performance of the Night.

## Risultati nelle arti marziali miste
| Risultato | Record | Avversario        | Metodo                                 | Evento                                    | Data              | Round | Tempo | Luogo                          | Note                                     |
| --------- | ------ | ----------------- | -------------------------------------- | ----------------------------------------- | ----------------- | ----- | ----- | ------------------------------ | ---------------------------------------- |
| Sconfitta | 22-5   | Sean O'Malley     | KO (pugni)                             | UFC 260: Miocic vs. Ngannou 2             | 27 Marzo 2021     | 3     | 3:52  | Las Vegas, Stati Uniti         |                                          |
| Sconfitta | 22-4   | Jonathan Martinez | Decisione (unanime)                    | UFC Fight Night: Ortega vs. Korean Zombie | 18 Ottobre 2020   | 3     | 5:00  | Abu Dhabi, Emirati Arabi       | Debutto nei pesi piuma.                  |
| Sconfitta | 22-3   | Rob Font          | KO tecnico (calcio alla testa e pugni) | UFC 220: Miocic vs. Ngannou               | 20 Gennaio 2018   | 2     | 2:24  | Boston, Stati Uniti            |                                          |
| Sconfitta | 22-2   | Jimmie Rivera     | Decisione (unanime)                    | UFC on Fox: Weidman vs. Gastelum          | 22 Luglio 2017    | 3     | 5:00  | New York, Stati Uniti          |                                          |
| Vittoria  | 22-1   | Albert Morales    | KO Tecnico (pugni)                     | UFC Fight Night: Bader vs. Nogueira 2     | 19 novembre 2016  | 2     | 1:37  | San Paolo, Brasile             | Performance of the Night                 |
| Sconfitta | 21-1   | Cody Garbrandt    | KO (pugni)                             | UFC Fight Night: Almeida vs. Garbrandt    | 29 maggio 2016    | 1     | 2:53  | Las Vegas, Stati Uniti         |                                          |
| Vittoria  | 21-0   | Anthony Birchak   | KO (pugni)                             | UFC Fight Night: Belfort vs. Henderson 3  | 7 novembre 2015   | 1     | 4:24  | San Paolo, Brasile             | Performance of the Night                 |
| Vittoria  | 20-0   | Brad Pickett      | KO (ginocchiata in salto)              | UFC 189: Mendes vs. McGregor              | 11 luglio 2015    | 2     | 0:29  | Las Vegas, Stati Uniti         | Performance of the Night                 |
| Vittoria  | 19-0   | Yves Jabouin      | KO Tecnico (pugni)                     | UFC 186: Johnson vs. Horiguchi            | 25 aprile 2015    | 1     | 4:18  | Montréal, Canada               | Performance of the Night                 |
| Vittoria  | 18-0   | Tim Gorman        | Decisione (unanime)                    | UFC Fight Night: Shogun vs. Saint Preux   | 8 novembre 2014   | 3     | 5:00  | Uberlândia, Brasile            | Debutto in UFC; Fight of the Night       |
| Vittoria  | 17-0   | Caio Machado      | KO Tecnico (pugno al corpo)            | Legacy FC 32                              | 20 giugno 2014    | 1     | 4:17  | Bossier City, Stati Uniti      | Vince il titolo dei Pesi Gallo Legacy FC |
| Vittoria  | 16-0   | Vinicius Zani     | KO Tecnico (pugni)                     | MMA Super Heroes 3                        | 30 marzo 2014     | 4     | 3:52  | San Paolo, Brasile             | Vince il titolo dei Pesi Gallo MMASH     |
| Vittoria  | 15-0   | George Pacurariu  | KO Tecnico (pugni)                     | Legacy FC 26                              | 6 dicembre 2013   | 1     | 4:31  | San Antonio, Stati Uniti       |                                          |
| Vittoria  | 14-0   | Cemir Silva       | KO Tecnico (pugni)                     | Standout Fighting Tournament              | 20 settembre 2013 | 2     | 4:42  | San Paolo, Brasile             |                                          |
| Vittoria  | 13-0   | Willidy Viana     | KO Tecnico (pugni)                     | Alfenas Balada Fight 1                    | 9 agosto 2013     | 1     | 0:47  | San Paolo, Brasile             |                                          |
| Vittoria  | 12-0   | Valdines Silva    | KO (ginocchiata e pugni)               | MMA Super Heroes 1                        | 13 luglio 2013    | 1     | 2:46  | Louveira, Brasile              |                                          |
| Vittoria  | 11-0   | José Alexandre    | KO Tecnico (pugni)                     | Bison FC 1                                | 4 luglio 2013     | 1     | 3:18  | San Paolo, Brasile             |                                          |
| Vittoria  | 10-0   | Gilmar Sales      | KO Tecnico (pugni)                     | Fair Fight: MMA Edition                   | 16 dicembre 2012  | 1     | 2:32  | San Paolo, Brasile             |                                          |
| Vittoria  | 9-0    | Cody Williams     | KO (gomitata)                          | Legacy FC 15                              | 16 novembre 2012  | 1     | 2:28  | Houston, Stati Uniti           |                                          |
| Vittoria  | 8-0    | Vander Correa     | KO (pugno)                             | Predador FC 22                            | 20 ottobre 2012   | 1     | 2:21  | São José do Rio Preto, Brasile |                                          |
| Vittoria  | 7-0    | Michel Igenho     | KO Tecnico (pugni)                     | Predador FC 21                            | 11 agosto 2012    | 1     | 3:02  | Campo grande, Brasile          |                                          |
| Vittoria  | 6-0    | Samuel Lima Brito | Sottomissione (ghigliottina)           | Gladiador Fight 3                         | 19 maggio 2012    | 1     | 1:32  | Araçatuba, Brasile             |                                          |
| Vittoria  | 5-0    | Ivonei Pridonik   | KO Tecnico (pugni)                     | Nitrix Champion Fight 11                  | 5 maggio 2012     | 1     | 1:21  | Joinville, Brasile             |                                          |
| Vittoria  | 4-0    | Edmilson Atanasio | KO Tecnico (pugni)                     | Union Combat 1                            | 4 aprile 2012     | 1     | 1:57  | San Paolo, Brasile             |                                          |
| Vittoria  | 3-0    | Jorge Fernando    | Sottomissione (armbar)                 | Gold Fight Selection 3                    | 25 febbraio 2012  | 1     | 0:47  | San Paolo, Brasile             |                                          |
| Vittoria  | 2-0    | Danilo Molina     | Sottomissione (armbar)                 | Thai Fight 3                              | 29 novembre 2011  | 1     | 2:16  | Taboão da Serra, Brasile       |                                          |
| Vittoria  | 1-0    | Jackson de Pádua  | Sottomissione (ninja choke)            | Brazil Regional 1                         | 21 maggio 2011    | 1     | 4:01  | San Paolo, Brasile             |                                          |